# Sân bay San Antonio de los Baños
Sân bay San Antonio de los Baños (ICAO: MUSA) là căn cứ không quân nằm gần San Antonio de los Baños, thị xã thuộc tỉnh La Habana ở Cuba. Nó nằm cách thành phố San Antonio de los Baños khoảng 3 mi (4,8 km) về phía tây nam, cách La Habana khoảng 30 mi (48 km) về phía tây nam.

## Lịch sử

### Thế chiến thứ hai
Trạm này chính thức khởi công vào năm 1942 và lần đầu tiên được Lục quân Mỹ sử dụng vào ngày 29 tháng 8 năm 1942. Quân đội Mỹ gọi nó là "Cayuga" (được đặt theo tên công ty xây dựng do phía Mỹ thuê khởi công - công ty xây dựng Cayuga vốn đặt theo tên của bộ tộc người Mỹ bản địa ở phía bắc New York có trùng tên gọi). Những chiếc máy bay đầu tiên của Không quân Mỹ đã đặt chân đến sân bay này vào ngày 16 tháng 10. Cayuga được dùng để tuần tra chống tàu ngầm và làm sân bay huấn luyện cho phi hành đoàn B-29 Superfortress thực hiện phi vụ huấn luyện từ các sân bay ở Nebraska và Kansas đến sân bay này.
Ngày 9 tháng 9 năm 1942, Cuba và Mỹ đã ký một Hiệp định hợp tác quân sự và hải quân mới cho một sân bay thứ hai mà sau này gọi là Căn cứ không quân San Julián. Khu vực Pinar del Río được coi là địa điểm lý tưởng để phát triển hơn nữa và phía Lục quân bắt đầu xây dựng bằng cách mở rộng sân bay hạ cánh khẩn cấp của hãng Pan American World Airways hiện có vào ngày 1 tháng 11 năm 1942. Khi việc xây dựng hoàn thành vào ngày 1 tháng 7 năm 1943, cơ sở mới được đổi tên thành Cơ sở Hàng không Hải quân (NAF) San Julian.
Ngày 1 tháng 11 năm 1942, Không lực Lục quân Mỹ đã thiết lập các hoạt động bưu chính cho San Antonio de los Baños, sử dụng Bưu điện Lục quân, Miami với địa chỉ: 632 APO MIA.

### Sau Thế chiến thứ hai
Sau khi chiến tranh kết thúc, phía Mỹ rút quân khỏi sân bay và chuyển giao lại cho chính phủ Cuba vào ngày 30 tháng 4 năm 1946.
Sau khi bàn giao, căn cứ này từng được Không quân Cuba sử dụng với tên gọi Batista AAF (1953–1959). Trong báo cáo tóm tắt năm 1962 về khủng hoảng tên lửa Cuba do các viên chức tại Bộ Quốc phòng Mỹ biên soạn, căn cứ này được xác định là "trụ sở của Không quân Cách mạng Cuba và là điểm tập kết của tất cả các máy bay MiG, ngoại trừ MIG-21, vốn [đã] được tiếp nhận trước đó ở Cuba".
Trong cuộc khủng hoảng tên lửa Cuba, những đơn vị thuộc Lực lượng Vũ trang Liên Xô được triển khai như một phần của Chiến dịch Anadyr đã đóng quân tại sân bay này. Trung đoàn Hàng không Tiêm kích Cận vệ số 32 của Không quân Liên Xô, điều lái những chiếc MiG-21F-13, từng có các đơn vị ở đó. Ban đầu, trung đoàn này cho điều động Phi đội số 2 của mình từ Căn cứ không quân Santa Clara đến San Antonio de los Baños, và sau đó toàn bộ trung đoàn đều tập trung tại San Antonio de los Baños. Năm 1963, trung đoàn đã bàn giao số máy bay của mình cho Không quân Cuba rồi trở về quê nhà. Tại Cuba, trung đoàn này phục vụ dưới tên gọi Trung đoàn Hàng không Tiêm kích số 213.

## Độ cao/Đường băng
Căn cứ không quân này nằm ở độ cao 50 m (160 ft) so với mực nước biển trung bình. Nó có ba đường băng bê tông: đường băng 05/23 là 3.596 nhân 56 mét (11.798 ft × 184 ft), đường băng 12/30 là 2.482 nhân 46 mét (8.143 ft × 151 ft), và đường băng 01/19 là 2.400 m × 46 m (7.874 ft × 151 ft).

## Căn cứ không quân San Antonio de los Baños
Sân bay này là căn cứ không quân của Lực lượng Vũ trang Cách mạng Cuba đang hoạt động:
- Trung đoàn UM 1779
- Phi đội UM 2661 - Máy bay chiến đấu Mikoyan MiG-29A và UB, Mikoyan-Gurevich MiG-23ML và UB
- Phi đội đánh chặn UM 5010 - Máy bay chiến đấu Mikoyan-Gurevich MiG-21BIS và máy bay chiến đấu huấn luyện Mikoyan-Gurevich MiG-21UM